# Equilibri heterogeni
Quan en l'equilibri químic s'estableix una única fase (barreja de gasos, una solució líquida) llavors assolim un equilibri homogeni. En canvi, quan en l'equilibri químic consta més d'una fase (gas i sòlid, líquid i sòlid) es diu, llavors que l'equilibri és heterogeni.
Una solució saturada en equilibri amb solut sense dissoldre, és un clar exemple d'equilibri heterogeni.

## Constant d'equilibri

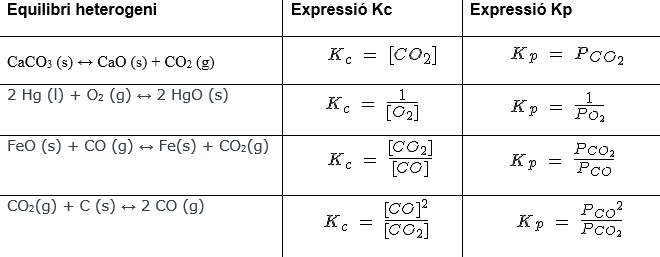
Taula d'exemples de reaccions que assoleixen l'equilibri químic.

En l'expressió de la constant d'equilibri en equilibris heterogenis no s'han de tenir en compte sòlids ni líquids purs, és a dir, quan un element es troba en fase pura, no es té en compte.
L'expressió de la constant d'equilibri s'expressa de la següent manera:
En aquest cas, si algun dels reactius o productes es trobés en la seva fase pura, s'eliminaria de la fórmula.
La velocitat d'una reacció amb dues fases, depèn de l'àrea de la superfície de contacte entre les dues fases. No obstant això, qualsevol canvi en aquesta àrea té el mateix efecte sobre les reaccions directa i inversa.
Si s'estableix l'equilibri, llavors les dues velocitats són iguals i romanen iguals després de la variació de l'àrea superficial.

## Aplicació del principi de le Chatelier
- L'addició d'un sòlid o un líquid no produeix efectes, sempre que alguna cosa de la substància que participa en la reacció estigui encara present.

- La variació de la concentració d'un gas desplaça l'equilibri en la direcció que contraresti els efectes d'aquesta variació, igual que en les reaccions totalment gasoses (homogènies).

- Per decidir quin és l'efecte d'una variació del volum del recipient, em comptes només els mols de les substàncies gasoses.